# Doye
Doye település Franciaországban, Jura megyében. Lakosainak száma 108 fő (2022. január 1.). Doye Onglières, Charency, Conte, Mournans-Charbonny, Nozeroy és Mièges községekkel határos.

## Népesség
A település népességének változása:
| Lakosok száma | 106  | 87   | 76   | 78   | 106  | 105  | 101  | 104  | 104  | 108  |
|               | 1968 | 1982 | 1990 | 2006 | 2013 | 2015 | 2017 | 2019 | 2020 | 2022 |